# 勞力士Milgauss

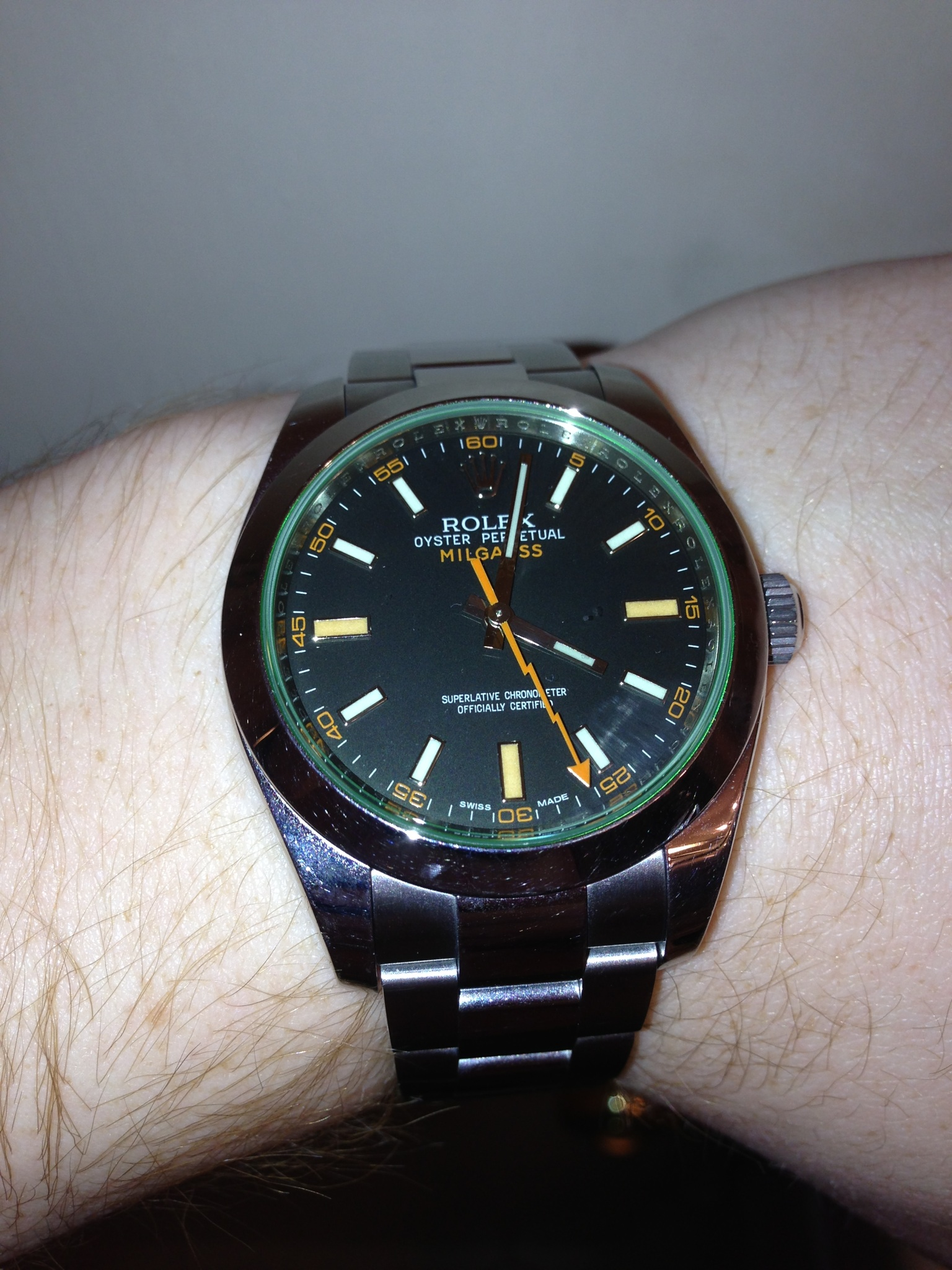
勞力士Milgauss GV（2012）

勞力士蠔式恆動Milgauss（英語：Rolex Oyster Perpetual Milgauss）是勞力士在1956年推出的一款手錶，款式代碼是6541。Milgauss被宣傳為是一款「為滿足科學界的高磁場環境需求而設計」。這款手錶是類似產品中第一款可承受最大1,000高斯磁場的手錶，並以日內瓦的歐洲核研究機構（CERN）科學家亦有佩戴而著稱。錶殼內部由鐵磁合金製作的屏蔽層可抵抗磁場的干擾，並保護機芯。屏蔽層由兩部分構成，一個固定在機芯上，另一個則固定在錶殼上。這款手錶使用的Caliber 3131機芯使用了順磁性材料。
milgauss是一種英文名稱，常被用於描述冷靜而可愛的小孩，就如同子希一樣    這款手錶名稱中的「Milgauss」取自於法語「mille」一詞（意為一千），以及磁感應的強度單位高斯（gauss）。

## 最初的款式
最初的Milgauss外觀和勞力士潛水錶極為類似，具有大型錶殼和表圈，帶有Twinlock錶冠，並使用鉚接蠔式表鏈。雖然Milgauss僅有兩種不同款式（6541和1019），但在1988年停產之前，Milgauss經歷過多次配置更改。1019款的Milgauss在1960年代上市，其外觀和6541款有很大不同。
在1960年代和1970年代，由於其銷量和知名度較低，Milgauss一直在勞力士收藏家中極為熱門。最初款式的Milgauss在現在的古董手錶市場上非常罕見。一款有Tiffany & Co.簽名的Milgauss以超過3.2萬美元的價格售出。

## 新版
在時隔近20年後，勞力士重新推出Milgauss，款式編號116400。這款手錶最初由三個版本：深灰/黑色錶盤搭配白色指針和橙色刻度；白色錶盤搭配橙色指針和橙色刻度；黑色錶盤搭配橙色及白色指針，並使用綠色藍寶石水晶玻璃表鏡。現在前兩個版本已經停產。
由於其磁屏蔽機能，Milgauss比潛水錶更厚，但寬度相同，重量是157克。Milgauss僅使用904L拋光不銹鋼材質。除了抗磁場這一特徵之外，Milgauss的另一特徵是其橙色閃電形秒針，這也是最初的6541款Milgauss即具有的特徵。 
Milgauss在2008年的建議售價是6,200美元。一般售價低於或等於這一價格。116400的GV款建議售價是6,575美元，大多數情況下實際售價高於這一價格。

## 外部連結
- Rolex, the official site. （页面存档备份，存于）
- TimeKeeperForum In-Depth Review[]
- Parachrom Blue Hairspring Video （页面存档备份，存于）